# خلیج کیزلیار
خلیج کیزلیار (روسی: Кизлярский залив) خلیجی در دریای کاسپین است که در جمهوری داغستان، در فدراسیون روسیه واقع شده است.

## جغرافیا
این خلیج ۲۰ کیلومتر (۱۲ مایل) به عمق ساحل داغستان می‌رود. عرض آن ۴۰ کیلومتر (۲۵ مایل) است و بیشینه ظرفای آن ۴ متر (۱۳ فوت) است. جزیره تیولنی در نزدیکی ورودی خلیج قرار دارد.